# Paolo Santinelli
Paolo Santinelli detto Marzialetto (Manciano, 27 marzo 1838 – Siena, 29 luglio 1878) è stato un fantino italiano.
Vinse il Palio di Siena in due occasioni: il 4 luglio 1869 per la Chiocciola, ed il 2 luglio 1878 per il Drago. Insieme a Ciocio, Biggèri e Mattiaccio, è uno dei fantini che ha concluso la propria carriera al Palio con una vittoria. Morì nel luglio 1878, pochi giorni dopo aver corso in Piazza del Campo.

## Presenze al Palio di Siena
Le vittorie sono evidenziate ed indicate in neretto.
| Palio          | Contrada     | Cavallo                  | Note      |
| -------------- | ------------ | ------------------------ | --------- |
| 15 agosto 1864 | Bruco        | Morello di B. Franci     |           |
| 2 luglio 1865  | Valdimontone | Morello di Riccucci      |           |
| 16 agosto 1865 | Chiocciola   | Morello di Riccucci      |           |
| 15 agosto 1867 | Civetta      | Baio di L. Venturini     |           |
| 2 luglio 1868  | Civetta      | Baio di C. Ramalli       |           |
| 16 agosto 1868 | Giraffa      | Baio di A. Barducci      |           |
| 4 luglio 1869  | Chiocciola   | Baio di A. Amaddii       |           |
| 17 agosto 1869 | Pantera      | Grigio di L. Grandi      |           |
| 3 luglio 1870  | Aquila       | Baio di A. Amaddii       | scosso    |
| 15 agosto 1870 | Civetta      | Baio di A. Amaddii       | scosso    |
| 2 luglio 1874  | Giraffa      | Morello di N. Turillazzi |           |
| 16 agosto 1874 | Torre        | Baio di M. Gigli         |           |
| 2 luglio 1877  | Giraffa      | Morello di R. Bellini    | Non corre |
| 2 luglio 1878  | Drago        | Baio di N. Nardi         |           |